# Jacques Aletti
Jacques Aletti (ur. 18 marca 1955 w Tilimsan w obecnej Algierii) – francuski lekkoatleta, specjalista skoku wzwyż, srebrny medalista halowych mistrzostw Europy z 1976.
Zajął 6. miejsce w skoku wzwyż na uniwersjadzie w 1975 w Rzymie.
Zdobył srebrny medal w tej konkurencji na halowych mistrzostwach Europy w 1976 w Monachium, przegrywając jedynie z Serhijerm Seniukowem ze Związku Radzieckiego, a wyprzedzając Waltera Bollera z Republiki Federalnej Niemiec. Na igrzyskach olimpijskich w 1976 w Montrealu odpadł w kwalifikacjach, podobnie jak na  mistrzostwach Europy w 1978 w Pradze.
Był mistrzem Francji w skoku wzwyż w 1976, wicemistrzem w 1978 oraz brązowym medalistą w 1975 i 1979, a w hali był wicemistrzem  w 1976 i 1978.
Jego rekord życiowy wynosił 2,21 m (ustanowiony 16 lipca 1977 w Nicei).